# جورونگ شرقی
جورونگ شرقی (به انگلیسی: Jurong East) یک ناحیهٔ شهری در کشور سنگاپور است که در سرشماری سال ۲۰۱۰ میلادی، ۸۸٬۱۱۸ نفر جمعیت داشته‌است.